# Vila Real (circonscription électorale)
La circonscription électorale de Vila Real est une circonscription électorale du Portugal, utilisée pour les élections législatives.
Ses frontières correspondent au district du même nom.

## Résultats

### Années 2020

#### 2025
| Parti                                      | Parti                                     | Voix    | %     | +/-  | Sièges | +/-           |
| ------------------------------------------ | ----------------------------------------- | ------- | ----- | ---- | ------ | ------------- |
|                                            | AD – Coalition PSD/CDS (PPD/PSD.CDS-PP)   | 50 525  | 45,45 | 5,07 | 3      | 1             |
|                                            | Parti socialiste (PS)                     | 27 990  | 25,18 | 5,21 | 1      | 1             |
|                                            | Chega (CH)                                | 22 786  | 20,50 | 2,93 | 1      | en stagnation |
|                                            | Initiative libérale (IL)                  | 2 482   | 2,23  | 0,14 | 0      | en stagnation |
|                                            | LIBRE (L)                                 | 1 740   | 1,57  | 0,17 | 0      | en stagnation |
|                                            | Alternative démocratique nationale (ADN)  | 1 714   | 1,54  | 1,05 | 0      | en stagnation |
|                                            | Coalition démocratique unitaire (PCP-PEV) | 1 403   | 1,26  | 0,14 | 0      | en stagnation |
|                                            | Bloc de gauche (BE)                       | 1 144   | 1,03  | 1,48 | 0      | en stagnation |
|                                            | Personnes–Animaux–Nature (PAN)            | 775     | 0,70  | 0,23 | 0      | en stagnation |
|                                            | Parti populaire monarchiste (PPM)         | 186     | 0,17  | N/A  | 0      | en stagnation |
|                                            | Réagir, inclure, recycler (RIR)           | 183     | 0,16  | 0,12 | 0      | en stagnation |
|                                            | Ergue-te (E)                              | 132     | 0,12  | 0,02 | 0      | en stagnation |
|                                            | Volt Portugal (VP)                        | 114     | 0,10  | 0,01 | 0      | en stagnation |
|                                            |                                           |         |       |      |        |               |
| Suffrages exprimés                         | Suffrages exprimés                        | 111 174 | 97,66 |      |        |               |
| Votes blancs                               | Votes blancs                              | 1 368   | 1,20  |      |        |               |
| Votes invalides                            | Votes invalides                           | 1 300   | 1,14  |      |        |               |
| Total                                      | Total                                     | 113 842 | 100   | –    | 5      | en stagnation |
| Abstentions                                | Abstentions                               | 93 055  | 44,98 |      |        |               |
| Inscrits/Participation                     | Inscrits/Participation                    | 206 897 | 55,02 |      |        |               |
|                                            |                                           |         |       |      |        |               |
| Source: Commission nationale des élections |                                           |         |       |      |        |               |

| Parti | Parti | Parti | Parti   | Députés                                                      |
| ----- | ----- | ----- | ------- | ------------------------------------------------------------ |
|       | AD    |       | PPD/PSD | - Ana Paula Mecheiro - Amilcar Rodrigues - Fernando Queiroga |
|       | PS    | PS    | PS      | - Rui Cordeiro                                               |
|       | CH    | CH    | CH      | - Maria Manuela Pereira                                      |

#### 2024
| Parti                                      | Parti                                    | Voix    | %     | +/-   | Sièges | +/-           |
| ------------------------------------------ | ---------------------------------------- | ------- | ----- | ----- | ------ | ------------- |
|                                            | Alliance démocratique (AD) (PSD-PP-PPM)  | 46 046  | 40,38 | 2,02  | 2      | en stagnation |
|                                            | Parti socialiste (PS)                    | 34 660  | 30,39 | 11,71 | 2      | 1             |
|                                            | Chega (CH)                               | 20 038  | 17,57 | 10,24 | 1      | 1             |
|                                            | Alternative démocratique nationale (ADN) | 2 959   | 2,59  | Abs.  | 0      | en stagnation |
|                                            | Bloc de gauche (BE)                      | 2 865   | 2,51  | 0,15  | 0      | en stagnation |
|                                            | Initiative libérale (IL)                 | 2 380   | 2,09  | 0,25  | 0      | en stagnation |
|                                            | Coalition démocratique unitaire (CDU)    | 1 600   | 1,40  | 0,32  | 0      | en stagnation |
|                                            | Libre (L)                                | 1 592   | 1,40  | 0,85  | 0      | en stagnation |
|                                            | Personnes–Animaux–Nature (PAN)           | 1 062   | 0,93  | 0,14  | 0      | en stagnation |
|                                            | Réagir, inclure, recycler (RIR)          | 319     | 0,28  | 0,08  | 0      | en stagnation |
|                                            | Nouvelle Droite (ND)                     | 278     | 0,24  | Nv.   | 0      | en stagnation |
|                                            | Volt Portugal (VP)                       | 121     | 0,11  | 0,04  | 0      | en stagnation |
|                                            | Ergue-te (E)                             | 117     | 0,10  | 0,02  | 0      | en stagnation |
|                                            |                                          |         |       |       |        |               |
| Suffrages exprimés                         | Suffrages exprimés                       | 114 037 | 97,42 |       |        |               |
| Votes blancs                               | Votes blancs                             | 1 494   | 1,28  |       |        |               |
| Votes nuls                                 | Votes nuls                               | 1 527   | 1,30  |       |        |               |
| Total                                      | Total                                    | 117 058 | 100   | -     | 5      | en stagnation |
| Abstention                                 | Abstention                               | 90 931  | 43,72 |       |        |               |
| Inscrits/Participation                     | Inscrits/Participation                   | 207 989 | 56,28 |       |        |               |
|                                            |                                          |         |       |       |        |               |
| Source: Commission nationale des élections |                                          |         |       |       |        |               |

| Parti | Parti | Parti | Parti   | Députés                               |
| ----- | ----- | ----- | ------- | ------------------------------------- |
|       | AD    |       | PPD/PSD | - Amilcar Almeida - Alberto Machado   |
|       | PS    | PS    | PS      | - Fatima Correia Pinto - Carlos Silva |
|       | CH    | CH    | CH      | - Manuela Tender                      |

#### 2022
| Parti                                      | Parti                                  | Voix    | %     | +/-  | Sièges | +/-           |
| ------------------------------------------ | -------------------------------------- | ------- | ----- | ---- | ------ | ------------- |
|                                            | Parti socialiste (PS)                  | 43 489  | 42,10 | 3,07 | 3      | 1             |
|                                            | Parti social-démocrate (PPD/PSD)       | 42 128  | 40,79 | 0,15 | 2      | 1             |
|                                            | Chega (CH)                             | 7 569   | 7,33  | 6,50 | 0      | en stagnation |
|                                            | Bloc de gauche (BE)                    | 2 442   | 2,36  | 3,99 | 0      | en stagnation |
|                                            | Initiative libérale (IL)               | 1 898   | 1,84  | 1,39 | 0      | en stagnation |
|                                            | Coalition démocratique unitaire (CDU)  | 1 775   | 1,72  | 0,91 | 0      | en stagnation |
|                                            | CDS – Parti populaire (CDS-PP)         | 1 665   | 1,61  | 3,12 | 0      | en stagnation |
|                                            | Personnes–Animaux–Nature (PAN)         | 815     | 0,79  | 0,92 | 0      | en stagnation |
|                                            | Libre (L)                              | 566     | 0,55  | 0,02 | 0      | en stagnation |
|                                            | Réagir, inclure, recycler (RIR)        | 369     | 0,36  | 0,32 | 0      | en stagnation |
|                                            | Mouvement Alternative socialiste (MAS) | 206     | 0,20  | Abs. | 0      | en stagnation |
|                                            | Nous, citoyens ! (NC)                  | 144     | 0,14  | 0,04 | 0      | en stagnation |
|                                            | Ergue-te (E)                           | 79      | 0,08  | 0,09 | 0      | en stagnation |
|                                            | Volt Portugal (VP)                     | 76      | 0,07  | Nv.  | 0      | en stagnation |
|                                            | Parti de la Terre (MPT)                | 64      | 0,06  | Abs. | 0      | en stagnation |
|                                            |                                        |         |       |      |        |               |
| Suffrages exprimés                         | Suffrages exprimés                     | 103 285 | 98,07 |      |        |               |
| Votes blancs                               | Votes blancs                           | 943     | 0,90  |      |        |               |
| Votes nuls                                 | Votes nuls                             | 1 080   | 1,03  |      |        |               |
| Total                                      | Total                                  | 105 308 | 100   | -    | 5      | en stagnation |
| Abstention                                 | Abstention                             | 107 785 | 50,58 |      |        |               |
| Inscrits/Participation                     | Inscrits/Participation                 | 213 093 | 49,42 |      |        |               |
|                                            |                                        |         |       |      |        |               |
| Source: Commission nationale des élections |                                        |         |       |      |        |               |

| Parti | Parti   | Parti   | Parti   | Députés                                                    |
| ----- | ------- | ------- | ------- | ---------------------------------------------------------- |
|       | PS      | PS      | PS      | - Fatima Correia Pinto - Francisco Rocha - Agostinho Santa |
|       | PPD/PSD | PPD/PSD | PPD/PSD | - Artur Soveral Andrade - Claudia Bento                    |

### Années 2010

#### 2019
| Parti                                      | Parti                                              | Voix    | %     | +/-  | Sièges | +/-           |
| ------------------------------------------ | -------------------------------------------------- | ------- | ----- | ---- | ------ | ------------- |
|                                            | Parti social-démocrate (PPD/PSD)                   | 39 136  | 40,94 | N/A  | 3      | en stagnation |
|                                            | Parti socialiste (PS)                              | 37 312  | 39,03 | 4,76 | 2      | en stagnation |
|                                            | Bloc de gauche (BE)                                | 6 071   | 6,35  | 1,00 | 0      | en stagnation |
|                                            | CDS – Parti populaire (CDS-PP)                     | 4 520   | 4,73  | N/A  | 0      | en stagnation |
|                                            | Coalition démocratique unitaire (CDU)              | 2 513   | 2,63  | 0,44 | 0      | en stagnation |
|                                            | Personnes–Animaux–Nature (PAN)                     | 1 632   | 1,71  | 1,09 | 0      | en stagnation |
|                                            | Chega (CH)                                         | 792     | 0,83  | Nv.  | 0      | en stagnation |
|                                            | Alliance (A)                                       | 696     | 0,73  | Nv.  | 0      | en stagnation |
|                                            | Réagir, inclure, recycler (RIR)                    | 649     | 0,68  | Nv.  | 0      | en stagnation |
|                                            | Parti communiste des travailleurs portugais (PCTP) | 570     | 0,60  | 0,35 | 0      | en stagnation |
|                                            | Libre (L)                                          | 547     | 0,57  | 0,21 | 0      | en stagnation |
|                                            | Initiative libérale (IL)                           | 427     | 0,45  | Nv.  | 0      | en stagnation |
|                                            | Parti démocratique républicain (PDR)               | 189     | 0,20  | 0,56 | 0      | en stagnation |
|                                            | Parti populaire monarchiste (PPM)                  | 188     | 0,20  | 0,10 | 0      | en stagnation |
|                                            | Nous, citoyens ! (NC)                              | 171     | 0,18  | 0,08 | 0      | en stagnation |
|                                            | Parti national rénovateur (PNR)                    | 161     | 0,17  | 0,09 | 0      | en stagnation |
|                                            |                                                    |         |       |      |        |               |
| Suffrages exprimés                         | Suffrages exprimés                                 | 95 574  | 95,35 |      |        |               |
| Votes blancs                               | Votes blancs                                       | 2 246   | 2,24  |      |        |               |
| Votes nuls                                 | Votes nuls                                         | 2 416   | 2,41  |      |        |               |
| Total                                      | Total                                              | 100 236 | 100   | -    | 5      | en stagnation |
| Abstention                                 | Abstention                                         | 118 845 | 54,25 |      |        |               |
| Inscrits/Participation                     | Inscrits/Participation                             | 219 081 | 45,75 |      |        |               |
|                                            |                                                    |         |       |      |        |               |
| Source: Commission nationale des élections |                                                    |         |       |      |        |               |

| Parti | Parti   | Parti   | Parti   | Députés                                                    |
| ----- | ------- | ------- | ------- | ---------------------------------------------------------- |
|       | PPD/PSD | PPD/PSD | PPD/PSD | - Artur Soveral Andrade - Claudia Bento - Luis Leite Ramos |
|       | PS      | PS      | PS      | - Francisco Rocha - Ascenso Simões                         |

#### 2015
| Parti                                      | Parti                                              | Voix    | %     | +/-  | Sièges | +/-           |
| ------------------------------------------ | -------------------------------------------------- | ------- | ----- | ---- | ------ | ------------- |
|                                            | Portugal en avant (PàF) (PPD/PSD-CDS-PP)           | 56 262  | 52,88 | 9,03 | 3      | en stagnation |
|                                            | Parti socialiste (PS)                              | 36 462  | 34,27 | 4,26 | 2      | en stagnation |
|                                            | Bloc de gauche (BE)                                | 5 697   | 5,35  | 2,95 | 0      | en stagnation |
|                                            | Coalition démocratique unitaire (CDU)              | 3 262   | 3,07  | 0,08 | 0      | en stagnation |
|                                            | Parti communiste des travailleurs portugais (PCTP) | 1 010   | 0,95  | 0,37 | 0      | en stagnation |
|                                            | Parti démocrate républicain (PDR)                  | 804     | 0,76  | Nv.  | 0      | en stagnation |
|                                            | Personnes–Animaux–Nature (PAN)                     | 664     | 0,62  | 0,09 | 0      | en stagnation |
|                                            | AGIR (PTP-MAS)                                     | 518     | 0,49  | 0,27 | 0      | en stagnation |
|                                            | Libre (L)                                          | 383     | 0,36  | Nv.  | 0      | en stagnation |
|                                            | Parti populaire monarchiste (PPM)                  | 318     | 0,30  | 0,19 | 0      | en stagnation |
|                                            | Parti de la Terre (MPT)                            | 301     | 0,28  | 0,02 | 0      | en stagnation |
|                                            | Parti national rénovateur (PNR)                    | 280     | 0,26  | 0,13 | 0      | en stagnation |
|                                            | Nous, citoyens ! (NC)                              | 279     | 0,26  | Nv.  | 0      | en stagnation |
|                                            | Parti uni des retraités (PURP)                     | 153     | 0,14  | Nv.  | 0      | en stagnation |
|                                            |                                                    |         |       |      |        |               |
| Suffrages exprimés                         | Suffrages exprimés                                 | 106 393 | 96,48 |      |        |               |
| Votes blancs                               | Votes blancs                                       | 1 932   | 1,75  |      |        |               |
| Votes nuls                                 | Votes nuls                                         | 1 954   | 1,77  |      |        |               |
| Total                                      | Total                                              | 110 279 | 100   | -    | 5      | en stagnation |
| Abstention                                 | Abstention                                         | 119 684 | 52,04 |      |        |               |
| Inscrits/Participation                     | Inscrits/Participation                             | 229 963 | 47,96 |      |        |               |
|                                            |                                                    |         |       |      |        |               |
| Source: Commission nationale des élections |                                                    |         |       |      |        |               |

| Parti | Parti | Parti | Parti   | Députés                                                   |
| ----- | ----- | ----- | ------- | --------------------------------------------------------- |
|       | PàF   |       | PPD/PSD | - Luis Pedro Pimentel - Luis Leite Ramos - Manuela Tender |
|       | PS    | PS    | PS      | - Francisco Rocha - Ascenso Simões                        |

#### 2011
| Parti                                      | Parti                                              | Voix    | %     | +/-   | Sièges | +/-           |
| ------------------------------------------ | -------------------------------------------------- | ------- | ----- | ----- | ------ | ------------- |
|                                            | Parti social-démocrate (PPD/PSD)                   | 61 455  | 52,96 | 10,76 | 3      | en stagnation |
|                                            | Parti socialiste (PS)                              | 34 825  | 30,01 | 7,07  | 2      | en stagnation |
|                                            | CDS – Parti populaire (CDS-PP)                     | 10 385  | 8,95  | 1,41  | 0      | en stagnation |
|                                            | Coalition démocratique unitaire (CDU)              | 3 656   | 3,15  | 0,20  | 0      | en stagnation |
|                                            | Bloc de gauche (BE)                                | 2 784   | 2,40  | 3,24  | 0      | en stagnation |
|                                            | Parti communiste des travailleurs portugais (PCTP) | 675     | 0,58  | 0,04  | 0      | en stagnation |
|                                            | Personnes–Animaux–Nature (PAN)                     | 617     | 0,53  | Nv.   | 0      | en stagnation |
|                                            | Parti populaire monarchiste (PPM)                  | 574     | 0,49  | 0,22  | 0      | en stagnation |
|                                            | Parti de la Terre (MPT)                            | 304     | 0,26  | 0,05  | 0      | en stagnation |
|                                            | Parti travailliste portugais (PTP)                 | 254     | 0,22  | Nv.   | 0      | en stagnation |
|                                            | Mouvement Espoir pour le Portugal (MEP)            | 234     | 0,20  | 0,09  | 0      | en stagnation |
|                                            | Parti national rénovateur (PNR)                    | 147     | 0,13  | Abs.  | 0      | en stagnation |
|                                            | Parti démocrate de l'Atlantique (PDA)              | 121     | 0,10  | Abs.  | 0      | en stagnation |
|                                            |                                                    |         |       |       |        |               |
| Suffrages exprimés                         | Suffrages exprimés                                 | 116 031 | 97,06 |       |        |               |
| Votes blancs                               | Votes blancs                                       | 2 043   | 1,71  |       |        |               |
| Votes nuls                                 | Votes nuls                                         | 1 477   | 1,23  |       |        |               |
| Total                                      | Total                                              | 119 551 | 100   | -     | 5      | en stagnation |
| Abstention                                 | Abstention                                         | 115 777 | 49,20 |       |        |               |
| Inscrits/Participation                     | Inscrits/Participation                             | 235 328 | 50,80 |       |        |               |
|                                            |                                                    |         |       |       |        |               |
| Source: Commission nationale des élections |                                                    |         |       |       |        |               |

| Parti | Parti   | Parti   | Parti   | Députés                                                   |
| ----- | ------- | ------- | ------- | --------------------------------------------------------- |
|       | PPD/PSD | PPD/PSD | PPD/PSD | - Pedro Passos Coelho - Luis Leite Ramos - Manuela Tender |
|       | PS      | PS      | PS      | - Pedro Silva Pereira - Rui Jorge Santos                  |